# Morton (Illinois)
Pour les articles homonymes, voir Morton.
Ne doit pas être confondu avec Morton Grove (Illinois).
Morton est un village américain du comté de Tazewell, dans l'État de l'Illinois. Il est incorporé le 13 novembre 1877. Le village est renommé pour ses citrouilles et son festival annuel de la citrouille.

## Démographie
Lors du recensement de 2010, le village comptait une population de 16 267 habitants.

## Source de la traduction
- (en) Cet article est partiellement ou en totalité issu de l’article de Wikipédia en anglais intitulé « Morton, Illinois » (voir la liste des auteurs).